# Leib Christi
Leib Christi (altgriechisch σῶμα Χριστοῦ sōma Christou, lateinisch corpus Christi) gehört zu den Zentralgedanken des Neuen Testaments und der Ekklesiologie. Der Begriff bezeichnet verschiedene Aspekte:
- der historische Leib (Körper) Jesu Christi (corpus Christi historicum).
- der eucharistische oder sakramentale Leib Christi (corpus Christi eucharisticum vel sacramentale). Im Katholizismus wird hier der nach der Wandlung in der heiligen Messe in den eucharistischen Gestalten gegenwärtige Leib Christi verstanden, gestützt auf Mk 14,22 EU. Auch die lutherischen Christen benutzen die Bezeichnung „Christi Leib“ für die Abendmahlsgabe, weil sie trotz der Ablehnung der Lehre von der Wandlung an der Realpräsenz festhalten. Für viele andere evangelische Christen, etwa Reformierte, Baptisten und Anglikaner, ist das Abendmahl dagegen nur ein Erinnerungsmahl, bei dem Christus (basierend auf 1 Kor 11,23–26 EU) in geistlicher Weise präsent ist.
In der römisch-katholischen Kirche wird neben dem Gründonnerstag auch das Fest des heiligsten Leibes und Blutes Christi an Fronleichnam zum Gedächtnis der Einsetzung des Sakraments der Eucharistie gefeiert.
- der mystische Leib Christi (corpus Christi mysticum) – die Gemeinde der Nachfolger Jesu, die den Leib Christi bilden, basierend auf Röm 12,4–6 EU; 1 Kor 12,12–27 EU. Die Christen sind zu einem Leib getauft (1 Kor 12,13 EU). Sie bilden einen einzigen Leib (1 Kor 10,17 EU), die allgemeine oder katholische Kirche. Die Glieder des Leibes Christi sind untereinander im Geist verbunden (Eph 5,30 EU). Die Christen sind berufen, einen einzigen Leib zu bilden (Kol 3,15 EU).[1]

Die Leib-Christi-Vorstellung im Römerbrief und dem 1. Korintherbrief wurzelt in der Teilhabe am von Jesus gestifteten Herrenmahl (1 Kor 10,16f ). Diese eucharistische Tischgemeinschaft konstituiert „die funktionale Einheit des Organismus“, in dem ein „von Christus her gestaltetes Miteinander“, ähnlich wie durch die Taufe, die Unterschiede zwischen den Gliedern überwindet (Gal 3,26ff ). Der vom Herrenmahl ausgehende Impuls bleibt auch nach dem Gottesdienst, beim alltäglichen Miteinander der Christen, bestimmend.
Die möglicherweise von Schülern des Paulus verfassten „deuteropaulinischen“ Briefe, der Kolosserbrief und der Epheserbrief, sehen die Leib-Christi-Metapher in einem kosmisch-mythologischen Verständnis. Jesus Christus ist das „Haupt“, die Ekklesia ist der Leib, der vom Haupt her auferbaut und stabilisiert wird (Eph 4,15f ) und in dem der eschatologische Friede bereits erfahrbar ist (Kol 1,18-20 ).

## Zitate
„Denn wo zwei oder drei in meinem Namen versammelt sind, da bin ich mitten unter ihnen.“ (Mt 18,20 )
„Wenn du also den Leib Christi verstehen willst, höre den Apostel, der den Gläubigen sagt: ‚Ihr aber seid der Leib Christi und seine Glieder‘ (1 Kor 12,27 ). Wenn ihr also Leib und Glieder Christi seid, dann liegt euer Geheimnis auf dem Tisch des Herrn: Euer Geheimnis empfangt ihr. Zu dem, was ihr seid, antwortet ihr Amen. Diese Antwort ist eure Unterschrift. Du hörst: Leib Christi, und antwortest: Amen. Sei ein Glied am Leib Christi, damit dein Amen wahr sei! […] Versteht [das Sakrament] und freut euch: [denn es versinnbildet] die Einheit, die Wahrheit, die Ehrfurcht und die Liebe. Ein Brot: Wer ist dieses eine Brot? Die Vielen, die der eine Leib sind. […] Seid, was ihr seht, und empfangt, was ihr seid!“ (Augustinus)
„Gottes Sohn hat in der mit sich geeinten menschlichen Natur durch seinen Tod und seine Auferstehung den Tod besiegt und so den Menschen erlöst und ihn umgestaltet zu einem neuen Geschöpf (vgl. Gal 6,15 ; 2 Kor 5,17 ). Indem er nämlich seinen Geist mitteilte, hat er seine Brüder, die er aus allen Völkern zusammenrief, in geheimnisvoller Weise gleichsam zu seinem Leib gemacht. In jenem Leibe strömt Christi Leben auf die Gläubigen über, die durch die Sakramente auf geheimnisvolle und doch wirkliche Weise mit Christus, der gelitten hat und verherrlicht ist, vereint werden.“ (Zweites Vatikanisches Konzil, Dogmatische Konstitution über die Kirche Lumen gentium)